# Otomí mezquital
Otomí mezquital o otomí del nord-oest és una varietat local de l'otomí, llengua ameríndia de Mèxic.

## Varietats
Hi ha dues varietats amb intel·ligibilitat limitada (c. 78%), a vegades considerades llengües separades:
- Otomí mezquital (Otomí del Valle del Mezquital). L'autònim és Hñahñu[2] Es parla a l'estat de Mèxic i a Hidalgo, especialment a la Vall de Mezquital, per 100.000 persones. Hi ha també alguns treballadors migrants als Estats Units als estats de Texas (270), Oklahoma (230), i Carolina del Nord (100). S'hi han publicat un diccionari i una gramàtica de la llengua.
- Otomí de Querétaro. L'autònim varia entre Hñohño, Ñañhų, Hñąñho, Ñǫthǫ.[3] És parlat per 33.000 persones a Querétaro, als municipis d'Amealco (viles de San Ildefonso & Santiago Mexquititlán), Acambay, i Tolimán. Hi ha un petit nombre de parlants a Guanajuato i potser a San Felipe los Alzatí, Michoacán.